# Palais Kounický
Pour le Palais Kounický de Nové Město, voir Palais Kounický (Nové Město).
Le Palais Kounický ou Palais Kaunicky, surnommé Les éperons dorés, Les renards argentés ou La pique d'argent, est un palais baroque de Prague situé dans le quartier de Malá Strana, dans la rue Mostecká. Il est protégé en tant que monument culturel de la République tchèque.

## Histoire

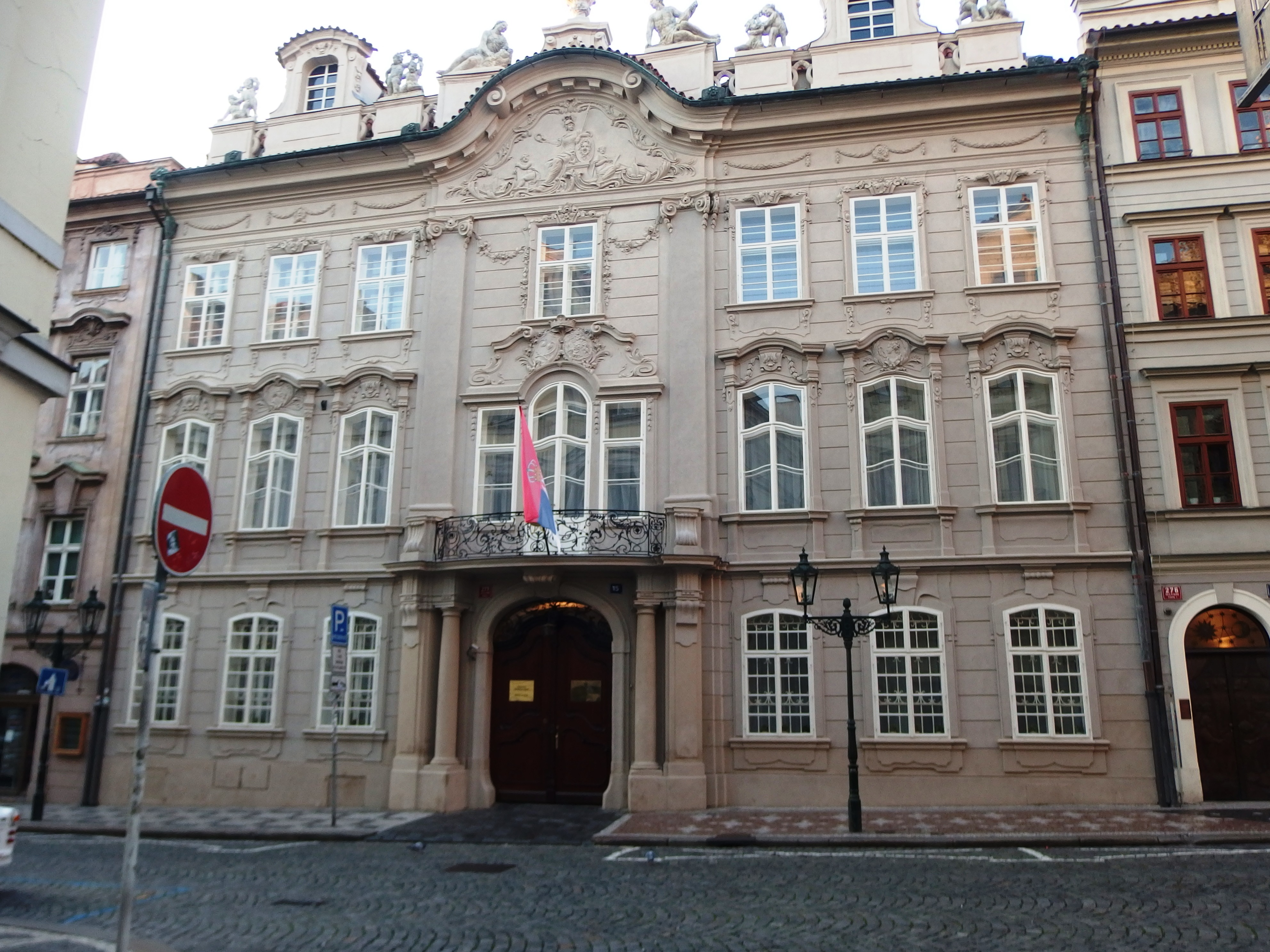
Le Palais Kounický en 2018.

Le palais a été construit dans un style baroque en réaménageant plusieurs maisons plus anciennes. En 1762, il fut acheté par le comte Jan Adolf Kounic. La reconstruction en baroque tardif d'après Anton Schmidt a eu lieu vers 1775.
En 1931, le palais a été adapté[Comment ?]. Aujourd'hui, il abrite l'ambassade de Serbie.